# Dave Gordon Böhm
Dave Gordon Böhm (* 8. November 1983; auch Dave Gordon) ist ein deutsches Model und Basketballspieler.

## Leben und Karriere
Dave Gordon Böhm, der auch unter dem Künstlernamen Dave Gordon in Erscheinung tritt, wuchs in einfachen Verhältnissen auf. Er spielte zunächst Basketball in der zweiten Liga, bevor er als Model entdeckt wurde. Mittlerweile ist er für diverse Agenturen im In- und Ausland tätig. Er modelte  u. a. für die Firma Søren Fashion in Hagen, für den Getränkehersteller Rosbacher und für Versandhauskataloge (u. a. von Otto). Außerdem war er mehrfach auf dem Titelbild der Zeitschrift Men’s Health zu sehen. Daneben spielt der 1,89 m große Rheinländer nach wie vor Basketball beim Team Düsseldorf. Zuvor war er beim Sportverein ART Düsseldorf, bei Capone Düsseldorf und den Grevenbroich Elephants. Dave Gordon Böhm lebt in Düsseldorf.